# SR 1 Europawelle
Pour les articles homonymes, voir SR 1.
SR 1 Europawelle est une station de radio allemande appartenant à la Saarländischer Rundfunk, l’organisme public de radiodiffusion de la Sarre. Elle diffuse des informations et de la musique pop.

## Histoire
La station commence sa diffusion en 1964 sous le nom de Europawelle Saar. En plus des émissions sportives et des informations sur le trafic routier, elle diffuse alors beaucoup de musique. Grâce à sa diffusion en ondes moyennes sur la fréquence 1 421 kHz (jusqu’au 23 novembre 1978) puis 1 422 kHz avec une puissance de 1 200 kW obtenue par deux émetteurs de 600 kW elle est alors audible aussi bien en RFA qu’en RDA (Allemagne de l’Est, dans la sphère d’influence soviétique), puis à travers toute l’Europe et même l’Afrique du Nord une fois la nuit tombée. 
L’apparition en 1980 de SR 3 Saarlandwelle entraîne un changement de contenu chez SR 1 Europawelle, qui confie les thèmes régionaux à la nouvelle venue pour se concentrer sur l’information et le trafic routier, tout en conservant sa programmation musicale. Dans les années 1990 la station se lance dans le format Adult Contemporary, et les émissions exigeantes sont transférées comme "Fragen an den Autor" (Question à l’auteur), également diffusée par SR 2 KulturRadio.  
La diffusion par ondes moyennes est supprimée en 1994, après la fin de RDA et du fait de la présence de radios privées, entraînant la suppression du terme Europawelle du nom de la station qui devient SR 1. Au début de 2007 la station prend un nouveau départ et reprend dans son nom le terme Europawelle. L’émission matinale "Simarro & Rosch - Saarlands Radioshow am Morgen" est supprimée. Le matin sont diffusées des informations et de la musique. À la suite de la baisse d’audience constatée après 10 heures on fait appel à Thomas Rosch, tandis que l'animateur Daniel Simarro passe du matin à l’après-midi.

## Identité visuelle

### Logos

Logo d'Europawelle Saar de 1964 à [Quand ?]
Logo d'SR 1 Europawelle de 2001 à [Quand ?]
Logo de SR 1 Europawelle de 2017 à 2024
Logo actuel de SR1

## Organisation

### Animateurs
Parmi les animateurs ayant travaillé à SR 1 Europawelle se trouvent :
- Wolfgang Hellmann (mort en 2001), Émissions : TOP 75, Wenn-schon-Radio-dann-diese-Show, Kraftpaket etc.
- Wilfried Eckel, Émissions: Europarade, Video Disco, Pop-Professor, Kraftpaket, etc.
- Ilona Kleitz (plus tard : Ilona Christen) (mort en 2009), Émissions : Bundfunk, Halbzeit, etc.
- Jan Hofer (Présentateur du Tagesschau sur ARD), Émissions : Hitparade, Kraftpaket, etc.
- Manfred Sexauer (en retraite, visiteur dans quelques émissions de radio), Émissions: Hallo Twen, Disco Top 10, Oldieshow, etc.
- Dieter Thomas Heck (Travaille à la ZDF)
- Bernd Duszynski (décédé), Émissions: Glücksrad, Hit mal Mit, etc.
- Martin Arnhold, Émissions: Radiowecker, etc.
- Erich Werwie (mort dans les années 1990)
- Wolfgang Dorn
- Jutta Eckler (décédé en 2005)
- Roland Müller
- Alf Wolf

## Programmation
Le groupe cible de la station est aujourd'hui la couche des 29-49 ans. Le programme musical couvre la pop-music de 1970 à aujourd’hui. En outre des informations sur le trafic et des actualités complètent le programme. La radio émet ses propres programmes de 5 heures à minuit, l’ARD-Popnacht, programme de nuit de l’ARD, prenant le relais durant le reste du temps.

## Diffusion
La station est disponible en modulation de fréquence, par le câble (94,05 MHz), par DAB, par satellite (Astra 1H), Astra Digital Radio et Digital Video Broadcasting et par internet. Il est possible d’utiliser la baladodiffusion.

### Modulation de fréquence (FM)[6]
- Saarbrücken/Göttelborner Höhe: 88.0 FM (100 kW)
- Saarbrücken/Halberg : 98.2 FM (10 W)
- Merzig : 89.3 FM (100 W)
- Moseltal : 91.9 FM (5 kW)
- Bliestal : 92.3 FM (5 kW)
- Mettlach : 98.6 FM (10 W)
- Code RDS : _SR 1_ + Titre Diffusé A L'Antenne
- Code PI : D3B1

## Audiences
En 2007 21,6 % des personnes habitant la Sarre et âgées de plus de 14 ans ont écouté SR 1 Europawelle contre 24,4 % en 2006.

## En Digital (DAB)
- 9A - DR Saarland - Saarbrücken/Riegelsberg (10 kW)